# Налоговая система Армении
Налоговая система Армении и налоговые отношения регулируются законодательством Республики Армения, ратифицированными Арменией международными договорами и несколькими государственными законами Республики Армения — законом «О налогах»; о государственных «налогах на прибыль, подоходных налогах, акцизных налогах и налогах на добавленную стоимость» и местных «налогах на имущество, земельных налогах и гостиничных налогах» налогах и платежах; а также принятыми на их основе подзаконными нормативными правовыми актами.
Основным налоговым органом Правительства Армении является Комитет государственных доходов. В свою очередь, Налоговая служба Армении, образованная в 1991 году, отвечает за сбор налогов, управление налоговыми органами, предотвращение уклонения от налогов и реализацию разных программ налоговых реформ совместно с Комитетом государственных доходов.
Положения, регулирующие налоговые отношения, учреждены также Кодексом Республики Армения об административных правонарушениях, Уголовным кодексом Республики Армения и Уголовно-процессуальным кодексом Республики Армения, а также законами «Об административных основах и административном производстве», «О банкротстве», «О налоговой службе», «Об оперативно-разведывательной деятельности», «Об инспекционных органах» и «О подоходном налоге» (впервые принят Национальным собранием Армении 27 декабря 1997 года) (в дальнейшем тот неоднократно редактировался и принимался в новых редакциях).

## Сравнение с Россией
Налоговая система Армении имеет те же определённые элементы, что и налоговая система России. Так, аналогом российского НДФЛ в Армении является подоходный налог, аналогом явления самозанятости — ставка для микропредприятий в размере 5 тысяч драмов в месяц за сотрудника, аналогом УСН — налог с оборота, аналогом ОСНО — КНП. В то же время отчетность по НДС в Армении сдаётся не ежеквартально, как в России, а ежемесячно. Также Армения ратифицировала Соглашение об избежании двойного налогообложения, благодаря которому гражданин РФ может не платить налоги в России и не делать пенсионные отчисления в Армении.

## Налоговые реформы 2019 года
25 июня 2019 года Национальное собрание Армении приняло поправки в пакет ряда законов и в новый Налоговый кодекс, которые официально вступили в силу с 1 января 2020 года. В соответствии с поправками в Налоговый кодекс было принято решение отказаться от лицензионного налога в пользу перехода на систему общего налогообложения. Так, было объявлено об отказе от двух систем налогообложения (самозанятых и семейного предпринимательства) и введения системы микропредпринимательства с необлагаемым порогом до 24 млн армянских драмов. Микробизнес освобождался от всех видов налогов, помимо подоходного (5 тысяч драмов на каждого работника). Частные таксисты, действовавшие как физические лица, освобождались от выплаты государственной пошлины.
Было объявлено о принятии подоходного налога в размере 23% вне зависимости от размера заработной платы: к 2023 году ставку планировали снизить к 20%. Восстанавливалась планка ежегодного налога с оборота в размере 115 млн. драмов для выплаты НДС, но только для налогоплательщиков, которые не превышали планку в размере 58,35 млн. драмов. Предлагалось ввести в 2020—2022 годах равные для граждан Армении и иностранцев ставки налога на прибыль и налога на дивиденды на уровне 23% (с 20% до 18% налог на прибыль и с 10% до 5% налог на дивиденды); пенсии резидентов физических лиц, полученные извне, налогообложению в Армении не подлежали.
С 1 июля 2019 года предлагалось повысить ставки акцизного налога на табачную продукцию и алкоголь (в том числе пиво), обложив акцизом электронные сигареты: решение было принято в связи со снижением ставки подоходного налога и налога с оборота (потери в связи со снижением составляли 38,5 млрд драмов, повышение акцизов позволило бы принести доход в размере 6-7 млрд драмов). Предлагалось также увеличить ставки акцизных налогов с внедрением системы ежегодной коррекции ставки акцизного налога (на 3%) и упразднить адвалорную акцизную ставку.
С 2022 года ожидалось вступление в силу налога с оборота для представителей общепита в размере до 10% (к тому моменту ожидалось полностью задокументировать процесс закупок). Для сферы сохранялся на этом этапе налог с оборота в размере 6%, вступивший в силу 1 июля 2018 года, с возможностью с возможностью налогового вычета в 3% от задокументированных расходов (не менее 4% от оборота). Было пересмотрено налогообложение организаций, занимавшихся проведением азартных игр, и тотализаторов: с 2020 года в поле регулирования налога с прибыли переводилось налогообложение тотализаторов, с 2021 года — проведение азартных игр.
С 1 января 2020 года предлагалось пересмотреть ставку экологического налога за выбросы загрязняющих веществ в атмосферу автомобиля мощностью не менее 301 л.с. (повысить ставку с 50 до 150 драмов за 1 лошадиную силу). При этом при продаже автоимпортёрами (физ. лицами) второго автомобиля уже предлагалось платить налог с дохода не в размере 20%, а в размере 1% от цены авто, но не менее 150 драмов с каждую лошадиную силу; прежние налоговые задолженности таким образом автоматически пересчитывались. В случае, если автомобиль продавался по истечении 365 дней после его приобретения, владелец освобождался от уплаты налога.

## Ситуация после 2023 года
С 2023 года подоходный налог в Армении снизился до 20% как для резидентов, так и для нерезидентов страны. Помимо подоходного налога, работодатель удерживает из зарплаты сотрудников пенсионный, социальный и гербовый взносы: пенсионный взнос при заработной плате ниже 500 тысяч драмов составляет 4,5%, а % при зарплате свыше 500 тысяч драмов — 10% минус 27500 драмов, но не может превышать 74500 драмов. Налог на наследство в Армении отсутствует, роялти составляет 10% для резидентов и нерезидентов страны. 
В 2022 году ставка налога на дивиденды составляла 10%, но в 2023 году она снизилась до 5%: если дивиденды поступили от компании-налогового резидента Армении, налог можно вернуть. Налоги на сделку купли-продажи недвижимости составляли 77 тысяч драмов (фиксированная сумма), на величину сбора не влияла стоимость объекта. Налог на владение недвижимостью рассчитывался в зависимости от кадастровой стоимости объекта: для жилой недвижимости стоимостью до 120 млн драмов он составлял от 0,05 до 0,6%, при стоимости между 120 и 200 млн драмов — от 0,6 до 1%, при стоимости свыше 200 млн — 1,5%. Для апартаментов стоимостью до 100 млн он составлял от 0,05 до 0,6%, при стоимости между 100 и 200 млн драмов — от 0,6 до 1%, при стоимости свыше 200 млн — 1,5%. Доход от аренды недвижимости облагался налогом 10%, при годовом доходе от сдачи недвижимости более 60 млн превышающая часть также облагалась 10%-ым налогом. Продажа жилой, некоммерческой недвижимости налогом для физических лиц не облагалась, для юридических лиц налог варьировался от 10 до 20%.
В настоящее время в Армении применяются три типа налогообложения для компаний:
- при годовом обороте менее 25 млн драмов — фиксированная ставка 5 тысяч драмов месяц на сотрудника для микропредприятий;
- при обороте от 25 до 115 млн — ставка в размере от 1,5 до 5% в зависимости от сферы деятельности
- при обороте более 115 млн — 18% налог на прибыль, 20% налог НДС

Согласно закону Республики Армения о государственной поддержке IT-компаний, компании в Армении могут рассчитывать на налоговые льготы сроком до пяти лет, если получат сертификат в течение 90 дней после регистрации. В эти льготы входят нулевой налог на прибыль, нулевой НДС, 10% подоходный налог и 5% подоходный налог на дивиденды. Однако на этот сертификат могут рассчитывать компании со штатом не более 30 сотрудников, занимающиеся определённой IT-деятельностью (компьютерная анимация или моделирование, хостинг, разработка ПО, консалтинг, веб-разработка, обработка данных и т.д.), не являющиеся дочерней компанией и не владеющие акциями другого IT-стартапа ни на текущий момент, ни в течение последних трех лет, а также не являющиеся индивидуальными предпринимателями. Сертификат выдаётся в Министерстве высокотехнологичной промышленности и подтверждается ежеквартально. В связи с этим законом Армения нередко упоминалась в прессе и Интернет-изданиях как «налоговый рай для IT-стартапов».